# Drosanthemum mathewsii
Drosanthemum mathewsii är en isörtsväxtart som beskrevs av L. Bol. Drosanthemum mathewsii ingår i släktet Drosanthemum och familjen isörtsväxter. Inga underarter finns listade i Catalogue of Life.